# ブリスベン州立高校
ブリスベン高校 (略称BSHS）とは南ブリスベンに位置する高校である。 
歴史学者や著者であるT.Maxホーキンスは、この高校について言及している。

"学校は寂しい街の美術学校から進化しました..."
BSHSは 大公立学校協会のクイーンズランド株式会社 (GPS)の一員として1930年から活動している。クイーンズランド州女子高等学校体育協会は1921から活動している。

## 校長
歴代の校長:
- Mea. Bryden; 1913-1915 [10]
- 不明  1916–1919
- Isaac Waddle; 1920–1945
- J. A. Barnes; 1945–1946
- Herbert G. Watkin; 1947–1951  [11]
- A. B. Copeman; 1952–1957
- F. H. R. Cafferky; 1958–1960
- George W. Lockie; 1961–1971
- Raymond F. Fitzgerald; 1972–1981
- Colin R. Mason; 1981–1997
- David F. Sutton; 1998–2008
- Richard C. Morrison; 2009–2011
- Wade Haynes; 2011–現在

## 学校評議員
ブリスベン州立高校は学校理事会が独立されている。学校評議員は学校での進捗状況、校長の実施施策の支援などの活動をしている。会のメンバーは、教員、学生、その両親から成り立っている。